# Episodi di Soko 5113 (seconda stagione)
La seconda stagione della serie televisiva Soko 5113 è stata trasmessa in anteprima in Germania dalla ZDF tra il 27 ottobre 1980 e il 26 gennaio 1981.
| nº | Titolo originale        | Titolo italiano | Prima TV Germania | Prima TV Italia |
| -- | ----------------------- | --------------- | ----------------- | --------------- |
| 1  | Kokain (Teil 1)         |                 | 27 ottobre 1980   |                 |
| 2  | Kokain (Teil 2)         |                 | 3 novembre 1980   |                 |
| 3  | Kokain (Teil 3)         |                 | 10 novembre 1980  |                 |
| 4  | Rosis Brüder (Teil 1)   |                 | 17 novembre 1980  |                 |
| 5  | Rosis Brüder (Teil 2)   |                 | 24 novembre 1980  |                 |
| 6  | Blüten und Heroin       |                 | 1º dicembre 1980  |                 |
| 7  | Bruchlandung (Teil 1)   |                 | 8 dicembre 1980   |                 |
| 8  | Bruchlandung (Teil 2)   |                 | 15 dicembre 1980  |                 |
| 9  | Tod in Kapseln (Teil 1) |                 | 22 dicembre 1980  |                 |
| 10 | Tod in Kapseln (Teil 2) |                 | 29 dicembre 1980  |                 |
| 11 | Knastdealer (Teil 1)    |                 | 5 gennaio 1981    |                 |
| 12 | Knastdealer (Teil 2)    |                 | 12 gennaio 1981   |                 |
| 13 | Knastdealer (Teil 3)    |                 | 26 gennaio 1981   |                 |